# SymTorrent

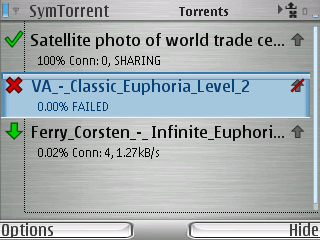
SymTorrent chạy trên điện thoại Nokia E61

SymTorrent là một trình khách BitTorrent có giấy phép GPL cho các điện thoại Nokia Series 60 Symbian xây dựng bởi Đại học Khoa học Công nghệ và Kinh tế Budapest  (BUTE Lưu trữ ngày 29 tháng 11 năm 2012 tại Wayback Machine). 
Trình khách này rất đơn giản và không có nhiều chức năng nâng cao như µTorrent nhưng vẫn có khả năng tải các tệp .torrent. Tệp có thể tải qua GPRS, UMTS hoặc WiFi với các thiết bị tương thích. Tệp có thể lưu vào thẻ nhớ và trình khách có khả năng chạy nền.
Phiên bản mới nhất là 1.41 phát hành vào ngày 26 tháng 11, 2008.